# Alexandre de Batz
Pour les articles homonymes, voir Batz.
Alexandre de Batz, né en 1685 en France et mort en 1759 en Louisiane française (actuel Illinois, États-Unis) est un architecte, dessinateur et illustrateur français. Il a notamment illustré des planches sur différents peuples nord-amérindiens du sud-est des actuels États-Unis probablement descendants des populations des cultures Hopewell et Mississippienne, dont les Chactas, les Atakapas et les Natchez en Louisiane française.

## Œuvres

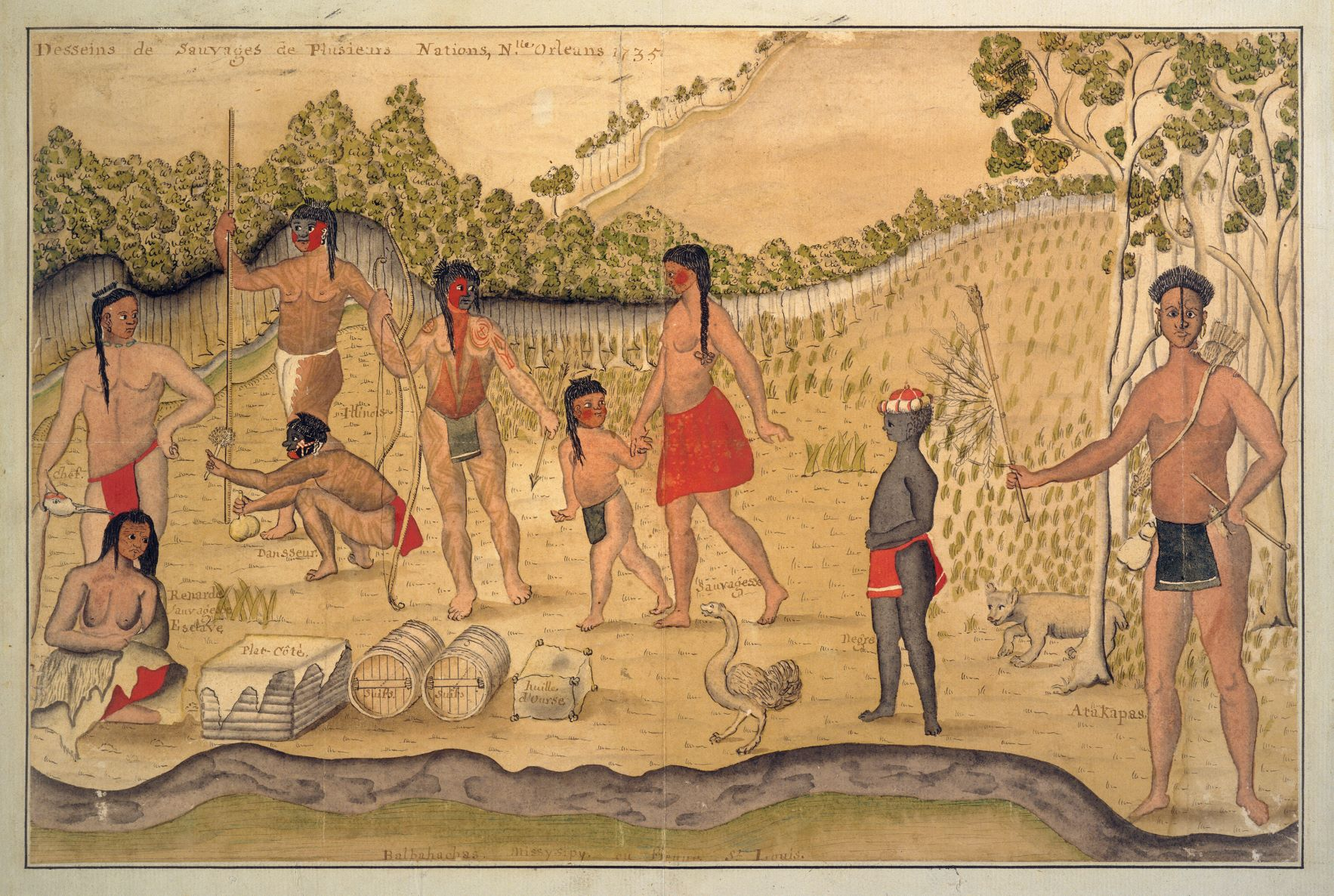
Desseins de Sauvages de Plusieurs Nations, 1735.

En 1927, un pamphlet écrit par David I. Bushnell Jr. comportant six de ses illustrations, conservées au musée Peabody de l'université Harvard. Il existe également des archives de ses œuvres aux Archives départementales de Paris, une au musée de l’État de Louisiane (en) et une à la Bibliothèque du Congrès des États-Unis. Elles représentent majoritairement des points de vue d'architectes faisant penser qu'il était architecte,.
- Coupe et profil de la redoute de Rosalie au Natchez prise sur la ligne A.B. aud lieu le 11 may 1732, 1732 (OCLC 49739438, lire en ligne)
- Carte générale de toute la côte de la Louisianne jusqu'à la Baye St. Bernard, coste de la Floride, Baye de la Mobille, Be. de Pansacole, Baye de St. Ioseph, St. Marc des Apalaches. dans l'Amerique septentle., 1747
- Plan général du Fort Septentrional du Detour des Anglois, tel qu'il est présentement : Louisiane